# 개 홍역
개홍역 (때때로 개의 경척증이라고 불리기도 함)은 개, 코요테, 여우, 늑대, 팬더, 페럿, 스컹크, 너구리, 큰 고양이과, 기각류, 일부 영장류 등등 많은 종에서 감염될수 있는 개홍역바이러스(CDV,canine distemper virus)로 발병하는 질환이다. 연구자들이 크 고양이과에서 CDV감염율을 보고하기 전까지, 고양이과 동물 즉 집에서 키우는 고양이뿐만아니라 큰 고양이과를 모두 포함해서 개 홍역에 저항성이 있다고 믿었었다. 현재는 큰 고양이과와 집에서 키우는 고양이 모두 가까이 살고있는 개에게서 혹은 감염된 고양이로부터의 수혈 등을 통해 감염될 수 있다고 생각되고 있다. 그러나 이러한 감염은 자가치유되거나 증상이 없는 경우가 많다.
개에서, 홍역은 고열, 안구 염증, 눈/코의 분비물, 노력성 호흡. 기침, 구토, 설사, 식욕감퇴, 무기력, 코와 발바닥의 각화 등의 일반적인 증상을 보이면서, 장관, 호흡기, 척수, 뇌를 공격한다. 바이러스 감염은 이차감염을 동반할 수 있으며, 마지막으로 심각한 신경증상을 보일 수 있다.
개 홍역은 파라믹소바이러스과(paramyxovirus,Paramyxoviridae-인간의 홍역을 일으키는 바이러스와 같은 과이나 다른 바이러스)의 외가닥 RNA 바이러스이다. 이 질환은 호흡을 통해 감염되는 매우 전염성이 높은 질환이며, 치사율은 50%에 이른다. 많은 지역에서 광범위한 접종이 이루어짐에도 불구하고, 개의 주요질병으로 남아있으며, 개를 죽음에 이르게하는 감염성 질환이다.

## 어원
distemper라는 어원은 중세영어 distemperen이며 뜻은 기질의 조화가 깨지다이다. distemperen은 고대 프랑스어인 destemprer에서 왔으며 의미는 혼란시키다이며, destemprer는 통속라틴어의 distemperare이다: 라틴어의 dis- 와temperare는 적절히 조화되지 않음을 뜻한다.

## 원인체, 숙주 범위, 증상, 영향
개 홍역은 사람의 홍역, 동물의 우역을 유발하는 바이러스와 관련있는 paramyxovirus과의 외가닥 RNA 바이러스이다.
개 홍역, 개의 경척증은 개과(개, 여우, 늑대, 너구리), 족제비과(페럿, 밍크, 스컹크, 구즈리, 담비, 오소리, 수달), 아메리카너구리과(미국너구리, 긴코너구리), 레서판다과(레서판다), 곰과(곰), 코끼리과(아시아 코끼리), 일부 영장류(예: 일본원숭이), 사향고양이과(빈투롱, 말레이사향고양이), 하이에나과(하이에나), 기각류(바다표범, 바다코끼리, 바다사자 등), 큰고양이과(고양이 집고양이는 제외)에서 영향을 미칠 수 있다.
McLeod가 언급하였듯 "개 홍역은 장관, 호흡기, 뇌, 척수를 포함한 모든 신체에 증상을 유발한다"이며 발열, 눈과 코의 분비물, 눈의 염증, 구토, 설사, 무기력, 식욕감퇴, 노력성호흡, 기침, 발바닥과 코의 과각화, 세균감염과 급작스런 중증도의 신경증상이다. 많은 지역에서 광범위 예방접종을 하지만, 여전히 개의 주요 질병으로 남아있다.

## 역사
개 홍역바이러스는 1905년 프랑스 수의사 Henri Carré에 의해 기록되었다.  처음에는 페스트, 티푸스와 관련이 있다고 생각했으며, 다른 세균들이 복합적으로 작용한다고 여겼다. 개 홍역에 대한 최초의 백신은 이탈리아인 Puntoni에 의해 1923년과 1924년에 개발되었다. Puntoni는 많은 집단에서 사용하지 않았지만, 이 백신이 질병에 대한 효과가 있고, 어느정도 면역성을 가진다는걸 입증하였다. 상업적인 백신은 1950년에 개발되었지만, 제한된 사용으로 인해 바이러스가 지속적으로 유병율을 보였다. 집에서 키우는 개가 홍역에 감염되지 않은 야생동물에 전파하는 역할을 하고 있으며, 많은 식육목과 유대류를 위협하는 요인이다. 이 바이러스는 검은발족제비는 멸종위기의 원인이다. 태즈매니아 주머니늑대의 멸종에 상당한 원인이었으며, 아프리카 야생개에서 주기적으로 치사율을 보이고 있다. 1991년에 세렝케티, 탄자니에의 사자집단에서 이 질환으로 20% 개체감소를 보였다. 또한 기각류에서는 phocid distemper virus의 형태로 변이되었다.

## 감염

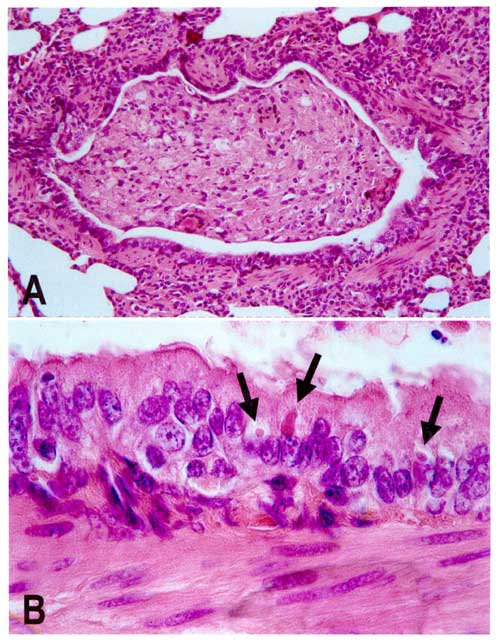
A. 아프리카 야생개에서 폐 손상부 B. 바이러스 봉입체

외가닥 negative RNA바이러스인 개 홍역바이러스는 숙주 육식동물에서 전신감염을 유발할 수 있다. 3-6개월령의 강아지에서 특히 감수성이 있다. 에어로졸 입자를 통해 퍼져나가고, 콧물, 눈물, 분변, 오줌같은 체액을 접촉하여 전파된다. 이 분비물, 입자등에 오염된 음식물, 물에 의해서도 전파가 가능하다. 감염후 3-6일사이에 발열이 나타날수 있다.
개 홍역은 림프기관, 상피, 신경조직에 감염이 잘 일어나는 경향이 있다. 이 바이러스는 초기에 호흡기 림프조직에서 복제된다. 그후 바이러스는 혈액내로 진입하여, 호흡기, 장관, 비뇨생식기, 중추신경계, 시신경에 감염된다. 따라서, 개 홍역의 전형적 특징은 림프조직파괴(면역력저하, 2차감염), 간질성 폐렴, 탈수초화로 인한 뇌염, 코와 발바닥의 과각화이다.
바이러스의 치사율은 감염된 개의 면역상태에 따라 크게 다르다. 강아지는 폐렴, 뇌염같은 합병증이 흔하기 때문에 아주 높은 치사율을 보인다. 더 나이든 개에서는 뇌염으로 진행하여 전정기관 이상이 나타날 수 있다. 개의 염증성 중추신경계 질환의 약 15%가 CDV에 의한 결과이다.

## 병의 진행
바이러스는 감염 2일후에 기관지 림프절과 편도에 처음 나타난다. 그후 2-3일정도에 혈액내에 진입하게 된다. 급성 발열은 감염후 3-7일정도에 시작되는 경우가 많으며, 백혈구 특히 림프구의 감소가 동반되며, 혈소판감소도 나타난다. 이때 식욕감퇴, 비루, 눈꼽등의 증상이 동반될수도, 아닐수도 있다. 첫번째 발열은 96시간내에 일반적으로 소실되고, 11-12일째에 두번째 발열이 나타나며, 적어도 1주일동안 지속한다.
장관, 호흡기의 문제는 이후 나타나며, 2차 세균감염이 동반된다. 뇌와 척수의 염증, 즉 수막뇌염으로 알려진 질환은 위의 문제와 완전히 독립적으로 따로 나타난다. 발바닥이 두꺼워지는 증상도 나타날 수 있으며, 복부의 수포농포성 질환도 보일 수 있다. 신경학적 증상은 일반적으로 바이러스에 의한 발바닥 과각화와 함께 발견된다. 약 50%정도의 환축에서 수막뇌염을 경험한다. 이 질환이 발병된 성견의 50% 이하가 폐사한다. 강아지에서는 치사율이 80%까지 이른다.

### 장관 및 호흡기 증상
흔하게 관찰되는 증상은 콧물, 구토, 설사, 탈수, 과다한 유연, 기침, 노력성호흡, 식욕감퇴, 체중감소이다. 신경증상이 진행되면, 요실금도 나타날 수 있다.

### 신경증상
중추신경계 증상은 부분적인 불수의적 근육 단일수축이며, 껌씹는 듯한 경련"으로 묘사되는 "홍역 간대성근경련"인 턱의 움직임과 침흘림을 보이게 된다. 증상이 진행될수록, 경련은 악화되며, 죽음까지 이르는 전신발작으로 진행된다. 또한 도울은 빛에 민감한 반응을 보이고, 조화운동불능, 선회증상, 작은 통증이나 접촉에도 민감한 반응을 보이며, 운동실조의 증상을 보인다. 흔하지 않지만 실명, 마비가 올수도 있다. 전신증상의 기간은 10일정도로 짧을 수 있으나 수주에서 수개월까지 신경학적 증상이 시작되지 않고 가능성이 남는 경우가 있다. 일부 위의 증상에도 생존하는 경우 작은 틱장애부터 심한정도의 근육단일 수축 증상이 남는다. 이런 틱증상은 시간이 지나면 질병의 심각한 정도에 따라 일정정도 감소되는 경우가 있다.

### 지속증상
홍역에서 살아남은 개는 일생동안 생명에 지장없는 증상과 생명에 지장이 있는 증상을 지속적으로 보이게 된다. 가장 흔한 생명에 지장이 없는 증상은 발바닥 과각화증이다. 발바닥과 코끝의 피부가 두꺼워지는 모습을 모인다. 다른 지속증상은 일반적으로 치아 에나멜 저형성이다. 특히 강아지에서 치아의 에나멜층이 파괴가 잘 되며, 완전히 치아가 발육하지 못하거나, 잇몸속에서 성장을 못하고 매복치아 형태로 존재할 수 있다. 이것은 치아의 에나멜을 만드는 세포를 바이러스가 파괴시키기 때문이다. 위와 같은 치아는 빠르게 부식되는 경향이 있다.
생명을 위협하는 증상은 일반적으로 신경계의 퇴행으로 인해 나타난다. 홍역에 감염된 개는 정신적으로나 운동과 관련된 기능의 악화를 보인다. 시간이 지나면 개는 더 심한 경련, 마비, 시야의 감소,  조화운동 불능으로 진행된다. 위의 증상으로 진행된 개에서는 심한 통증을 보이기 때문에 인도적인 안락사를 한다.

## 진단
예방접종이 안된 개에서 발열, 호흡기증상, 신경학적 증상, 발바닥 과각화증은 강하게 개 홍역을 나타낸다. 하지만 몇가지 열성질환이 증상이 비슷하며, 최근에는 개 간염, 허피스 바이러스, 파라인플루엔자, 렙토스피라 감염과 감별진단을 하고 있다. 개의 결막세포에서 다양한 방법으로 바이러스를 찾는 확진 방법을 사용한다. 홍역에 의한 뇌척수염이 있는 나이든 개에서 대부분 예전에 예방접종을 했던 기록이 있는 경우 진단하기는 조금더 어렵다.
홍역을 진단하기위한 추가적 검사로 방광내 있는 방광 이행상피를 채취하여 Dif-Quick 염색하는 방법이 있다. 감염된 세포는 carmine red로 염색된 부핵체 세포질내에 봉입체를 보인다. 방광세포의 약 90%가 홍역 초기에 봉입체를 보인다.

## 예방과 오염제거
개 홍역에 대한 많은 수의 백신이 개, 페럿에 행해지고 있으며, 많은 관련지역에서 동물의 필수사항으로 여기고 있다. 감염된 동물은 오랜시간동안 바이러스가 증식 배출할 수 있기 때문에 수개월간 다른 개와 격리조치가 필요하다. 바이러스는 일반적인 소독제, 세제, 건조같은 청소로 환경에서 쉽게 사멸된다. 이 바이러스는 실온(20-25도)에서 몇시간 이상 생존하지 못하지만, 약간 얼음이 어는 정도의 환경에서는 그늘진 곳에서 수주간 생존하기도 한다. 역시 혈청이나 조직물에서 더 오래 남아있을 수 있다.
개 홍역바이러스는 감염된 개체의 호흡기를 통해 배출되므로 공기로부터 직접 전염될 수 있다. 또한 개의 몸 밖으로 배출된 바이러스는 사람(보호자)의 손이나 몸(옷)에 묻어서 다른 곳으로 옮겨질 수 있고 언제든 공기중으로 떠올라 부유하다가 집안 곳곳(벽면, 천장면, 가구표면, 침구류, 의류, 각종 틈새 등등)으로 옮겨지게 된다. 따라서 홍역바이러스에 감염된 개가 머물렀던 가정은 집안 전체에 대한 대대적인 소독을 통해 잔존하는 바이러스를 완벽하게 제거하여야만 안전하다.

<개 홍역바이러스를 제거해야하는 이유>
1. 기존의 개가 침투감염(약한 항체를 뚫고 다시 감염되는 것)을 일으키는 것을 방지하는 목적
2. 새로운 개의 감염방지 목적
3. 일상생활중에도 이웃집 혹은 타인의 개에게 바이러스가 전달되는 것을 방지하는 목적
4. 특정(파보, 코로나, 홍역 등) 바이러스에 감염될만한 개였다면 다른 바이러스 또는 유해세균도 함께 매달려왔을 가능성에 대한 조치 등으로 크게 4가지 부분으로 고려해야 한다.

<개 홍역바이러스 소독방법>
락스와 같은 제품이나 시중에서 판매되고 있는 바이러스 살균제품 등을 사용한다
1. 애견 용품(케이지, 방석, 옷, 장난감, 배변판, 사료 등등)에 대한 소독
2. 가구 및 집기류, 이불, 커튼, 의류 등에 대한 소독
3. 바닥면과 벽면, 천장면을 포함하여 공간 전체에 대한 소독
이 모두 완벽하게 이루어져야만 집안에서 바이러스의 잔존을 막아낼 수 있다. 만일 반려동물 바이러스 소독 전문가가 아니라 일반인이 직접 소독할 경우에는 위의 1번에 대한 사항은 모두 폐기하는 것이 안전하겠으며 아울러 3번의 경우 바닥면을 제외한 벽면과 천장면, 가구틈새 등에 대한 소독에 신경써야 한다.
미립자 형태로 약품을 분무할 수 있는 기구를 구비해서 공기중에 분무하는 방식을 취하면 상당히 효과적이다.

## 치료
홍역에는 특별한 치료법이 없다. 사람의 홍역과 마찬가지로 치료는 대증치료와 지지치료이다.
비타민 A보충이 사람의 홍역에서 치사율을 낮추는 경우를 보인다. 비슷한 경우가 CDV에 감염된 페럿에서 관찰되었다.
홍역 바이러스는 시험관내 실험에서 ribavirin에 감수성을 보이는 걸로 관찰되었으며, 0.02~0.05 마이크로몰을 투약시 홍역의 발병기전을 차단하고 50%정도의 바이러스 복제를 억제한다고 밝혔다. ribavirin의 사용에서 우려점은 혈액-뇌 장벽에서 작용하는 결과때문이다. 뇌가 면역학적으로 특수한 부위이기 때문에 ribavirin이 이 혈액-뇌 장벽을 통과하는 능력과 관련된 우려점이다. 홍역에 감염되어 뇌염이 있는 쥐의 사용연구에서, 바이러스는 신경증상이 나타는 시기로 진행되었는데, 혈액-뇌 장벽이 ribavirin의 뇌에서 작용을 방해한다는 결과를 보였다. 신경계 바이러스 감염기에 있는 동물에서 생체실험시 효과는 80%정도, 대조군에서는 50%를 보였다. 생존율은 치료후 15일까지 기록되었으며, 치료이후 생존율 기록은 기록되지 않았다. ribavirin의 사용은 백혈구 감소증의 위험때문에 신중하게 관찰하면서 사용하는 것이 필요하다. 또한 긴 사슬 트리글리세리드의 섭취가 약의 흡수를 더 촉진시키며 위 조직을 보호한다.
의학이나 수의학계에서는 폭넓게 받아들이고 있지만, 여전히 효과와 관련해 연구중이며, 가장 질병을 차단하는 믿을만한 방법은 예방접종을 통해 주위 집단으로 홍역이 퍼져나가는 것을 막는 것이다.

## 파체드병과 관련성
CDV, measles, respiratory syncytial virus, simian virus 5, parainfluenza virus type 3 같은 Paramyxovirus 들은 오랫동안 파제트병의 원인체로 의심되었다. 파제트병은 뼈가 국소적으로 파괴되는 질환이다. 하지만 대부분 연구에서 CDV와 홍역을 더 직접적으로 언급하고 있다.  in situ RT-PCR같은 바이러스 검출방법을 사용시 파체트병 검체에서 CDV 발견율은 100%이다.

## 예방접종
개 홍역의 발생율은 예방접종을 하느냐에 따라서 크게 감소한다. 하지만 동물보호소, 동물판매소같은 예방접종을 하지 않는 개체군이 있는 곳에서 지속적으로 질병이 퍼져나가고 있다. 이것은 미국전역의 도시, 농촌지역 모두에서 큰 위험요소이다. 백신의 효과에도 불구하고, 질병의 큰발생율이 전국적으로 일어난다. 2011년 4월 애리조나 Humane society에서 피닉스와 애리조나 인근지역에 전염공고를 하기도 했다.

### 기여요인
개 홍역의 대유행은 미국전역과 도처에서 많은 요인에 의해 계속되고 있다. 이 요인은 개의 과다사육과 반려동물 소유자의 무책임을 포함한다. 개의 과다사육은 Humane Society와 ASPCA같은 단체에서 지적하는 국가적 문제이다. 이러한 문제는 넓은 농촌지역을 가지는 애리조나같은 곳에서도 나타난다. 예방접종이 부족한 셀수없는 수가 존재하며, 개 홍역같은 질병에 더 치명적인 결과를 낳는다. 이러한 점이 바이러스의 숙주로 작용하여, 도시를 포함한 주변지역까지 질병이 유입되게 된다.  예방접종을 하지 않은 강아지와 개가 공원에서 많은 개와 접촉시에 감염될 수 있다.
반려동물 소유자의 무책임은 개 홍역의 대 유행하고 있는 또다른 요인이다. T강아지는 생후 6-8주내에 백신을 시작하고 2-4주간격으로 16주까지 추가접종을 지속해야한다. 몇단계의 완전한 접종이 없다면, 바이러스에대한 방어력을 백신이 제공하지 못한다. 강아지를 8주에서 10주령에 일반적으로 판매하기 때문에 사육자가 첫번째 접종을 하는 경우가 많지만, 새주인이 백신과정을 완료하지 않는다. 이 경우 바이러스에 대해 방어하지 못하며, 개 홍역감염에 감수성을 보이게 되며, 나라 전역에 대유행을 보이게되는 악순환을 만든다.

## 같이 보기
- 광견병
- 렙토스피라
- CPV
- CPIV
- 아데노바이러스

## 추가 문헌
- Otto M. Radostits, David A. Ashford, Craig E. Greene, Ian Tizard, et al., 2011, Canine Distemper (Hardpad Disease), in The Merck Manual for Pet Health (online): Pet Owners: Dog Disorders and Diseases: Disorders Affecting Multiple Body Systems of Dogs, see  보관됨 2014-12-16 - 웨이백 머신, accessed 15 December 2014.
- Kate E. Creevy, 2013, Overview of Canine Distemper, in The Merck Veterinary Manual (online): Veterinary Professionals: Generalized Conditions: Canine Distemper, see , accessed 15 December 2014.